# Marylin (województwo lubelskie)
Marylin – wieś w Polsce, położona w województwie lubelskim, w powiecie bialskim, w gminie Wisznice. Przez miejscowość przebiega droga wojewódzka nr 812.
W latach 1975–1998 wieś administracyjnie należała do województwa bialskopodlaskiego.
Wieś jest sołectwem w gminie Wisznice. Według Narodowego Spisu Powszechnego z roku 2011 wieś liczyła 78 mieszkańców i była przedostatnią co do wielkości miejscowością gminy.
Wierni Kościoła rzymskokatolickiego należą do parafii Przemienienia Pańskiego w Wisznicach.

## Części wsi
| SIMC    | Nazwa       | Rodzaj  |
| ------- | ----------- | ------- |
| 0021806 | Sewerynówka | kolonia |

## Historia
W wieku XIX attynencja dóbr Łyniów. Według spisu powszechnego z roku 1921 miejscowość Marylin wówczas kolonia, posiadała 6 domów i 31 mieszkańców. Według Narodowego Spisu Powszechnego (III 2011 r.) liczyła 78 mieszkańców i była trzynastą co do wielkości miejscowością gminy Wisznice.